# Altenbeuthen
Altenbeuthen település Németországban, azon belül Türingiában. Lakosainak száma 206 fő (2023. december 31.).

## Népesség
A település népességének változása:
| Lakosok száma | 229  | 219  | 205  | 213  | 206  |
|               | 2017 | 2019 | 2021 | 2022 | 2023 |